# Sun Is Up (Inna-Lied)
Sun Is Up ist ein Lied der rumänischen Sängerin Inna, das im Jahr 2010 erschien.

## Entstehung und Veröffentlichung
Getextet, komponiert und produziert wurde das Lied gemeinsam von Sebastian Barac, Radu Bolfea und Marcel Botezan.
Die Erstveröffentlichung von Sun Is Up erfolgte als Airplay im Oktober 2010 in Rumänien. Am 10. Januar 2011 erschien es erstmals als Single. Diese erschien als Einzeltrack zum Download, als sogenannter „Play & Win Radio Edit“. Im Laufe des Jahres erschienen weltweit diverse Ausführungen, die sich regional durch die Anzahl und Auswahl der B-Seiten unterscheiden. Neben der Download-ausführung erschienen im Jahr 2011 auch CD-Singles. Am 4. März 2011 erschien das Lied auf der „Nouvelle Edition“ (Katalognummer: Roton 2763653) von Innas Debütalbum Hot. Am 16. September desselben Jahres erschien es auf der Standversion ihres zweiten Studioalbums I Am the Club Rocker (Katalognummer: Roton 2783528).

## Artwork
Auf dem Frontcover der Single sieht man Inna im Wasser, ihre Schultern und ihr Kopf schauen heraus. Eine weitere Covervariante zeigt ein blaues Cover, bei der ein Bild einer badenden Inna innerhalb der vier Buchstaben INNA zu erkennen ist, ansonsten verblasst das Foto hinter der blauen Farbe.

## Rezeption

### Rezensionen
Paul Lester von The Guardian schrieb, das Stück animiere dazu, die Hände zum Himmel zu heben und erinnere an Boys (Summertime Love) von Sabrina.

### Preise
Sun Is Up wurde im Jahr 2010 mit dem Eurodanceweb Award als bestes „Dance-Stück des Jahres“ ausgezeichnet.

## Kommerzieller Erfolg

### Chartplatzierungen
| ChartsChartplatzierungen     | Höchstplatzierung | Wochen |
| ---------------------------- | ----------------- | ------ |
| Deutschland (GfK)            | 26 (26 Wo.)       | 26     |
| Österreich (Ö3)              | 33 (14 Wo.)       | 14     |
| Schweiz (IFPI)               | 3 (30 Wo.)        | 30     |
| Vereinigtes Königreich (OCC) | 15 (12 Wo.)       | 12     |

| ChartsJahrescharts (2011) | Platzierung |
| ------------------------- | ----------- |
| Deutschland (GfK)         | 96          |
| Schweiz (IFPI)            | 35          |

### Auszeichnungen für Musikverkäufe
| Land/Region                  | Auszeichnungen für Musikverkäufe (Land/Region, Auszeichnung, Verkäufe) | Verkäufe |
| ---------------------------- | ---------------------------------------------------------------------- | -------- |
| Italien (FIMI)               | Gold                                                                   | 15.000   |
| Schweiz (IFPI)               | Gold                                                                   | 15.000   |
| Vereinigtes Königreich (BPI) | Gold                                                                   | 400.000  |
| Insgesamt                    | 3× Gold ·                                                              | 430.000  |